# Aksel Erhardsen
Aksel Aagaard Erhardsen (15. januar 1927 i Gørding – 17. februar 2010) var en dansk skuespiller, der især fungerede på teatrene i Odense og Aarhus, men også medvirkede i flere film og tv-serier.

## Karriere
Aksel Erhardsen blev født i Sydvestjylland og var oprindelig uddannet gartner. I 1953 blev han optaget på Odense Teaters elevskole, og efter endt uddannelse i 1955 blev han på dette teater indtil 1966. Herefter var han fastansat på Aarhus Teater indtil 1991. I 1968 blev han sideløbende lærer på dette teaters elevskole. Erhardsen modtog Teaterpokalen i 1993. Blandt hans roller på Aarhus Teater var Gruesen i Soyas Parasitterne samt titelrollerne i Shakespeare-stykkerne Kong Lear og Titus Andronicus.
Han gæsteoptrådte siden på forskellige københavnske teatre, som f.eks. Gladsaxe Teater, Teatret ved Sorte Hest, Folketeatret og Betty Nansen Teatret. På sidstnævnte scene spillede han bl.a. Mikkel Borgen i Kaj Munks Ordet. I sine senere år turnerede han med Det Danske Teater.
Fra tv huskes Erhardsen formodentlig bedst som kriminalkommissæren i serien Rejseholdet (den første serie fra 1983) og som Baron von Wiessenwass i Jul på Slottet (1986).
Fra film huskes han blandt andet også fra sin rolle i den svenske film Brødrene Løvehjerte (1977) som en af landsbybeboerne, der bliver udvalgt af fyrste Tengils soldater til at arbejde på hans nye borg, men hvor han bespotter og spytter efter Tengil og derefter bliver henrettet.

## Privatliv
Han var gift med skuespillerinden Lone Rode.

## Filmografi
Blandt de film han har medvirket i kan nævnes:
- Den rige enke – 1962
- Prinsesse for en dag – 1964
- Bejleren - en jysk røverhistorie – 1975
- Nyt legetøj – 1977
- Terror (film) – 1977
- Brødrene Løvehjerte - 1977
- Johnny Larsen – 1979
- Øjeblikket – 1980
- Thorvald og Linda – 1982
- Koks i kulissen – 1983
- Drengen der forsvandt – 1984
- Det forsømte forår – 1993
- Sort høst – 1993
- Carmen og Babyface – 1995
- De grønne slagtere – 2003